# پاشا هنجنی
پاشا هنجنی (زادهٔ ۱۳۵۶در تهران) موسیقی دان، نوازنده نی٬ آهنگساز و تنظیم کننده اهل ایران است.

## زندگی هنری
«پاشا هنجنی» در ۲۸ آبان ۱۳۵۶ در تهران متولد شد. او پس از پایان هنرستان، از دانشگاه سوره در مقطع کارشناسی ارشد موسیقی فارغ‌التحصیل شد. از استادان او می‌توان به «عبدالنقی افشارنیا» و «محمدعلی کیانی‌نژاد» اشاره نمود. وی در خرداد ۱۳۹۹ نخستین آلبوم موسیقی مستقل از آثار آهنگسازی خود را با نام «غبار بی‌سوار» با همراهی «ذکریا یوسفی» منتشر کرد.

## فعالیت‌های هنری
برخی از فعالیت‌های هنری پاشا هنجنی به شرح زیر می‌باشد:
- تکنوازی نی به همراه ارکستر سمفونیک تهران
- تکنوازی نی به همراه ارکستر پارسیان
- تکنوازی نی به همراه ارکستر فرانسوی در تالار بزرگ پاریس
- تکنوازی نی به همراه ارکستر سمفونیک اوکراین
- همکاری با گروه موسیقی «رومی» به سرپرستی و آهنگسازی «پدرام درخشانی»[۴]
- اجرا در کنسرت «شیپور صلح» به آهنگسازی «علی قمصری» و صدای «محمد معتمدی» به رهبری «بردیا کیارس»[۵]
- همکاری با گروه مستان به خوانندگی پرواز همای از ۱۳۸۶[۶]
- اجرا در کنسرت «هوای گریه» - داخل و خارج از ایران به خوانندگی همایون شجریان[۷]
- اجرا به همراه گروه موسیقی «سیلک» به خوانندگی محمد معتمدی در فستیوال «اولسان» کشور کره جنوبی[۸]
- عضویت در شورای فنی ارکستر «موج نو»[۹]

## آثار
پاشا هنجنی در اجرای بسیاری از قطعات موسیقی حضور داشته‌است که از آن میان به موارد زیر می‌توان اشاره نمود:"
- نوازنده نی آلبوم موسیقی «زیر تیغ» - حسین علیزاده
- نوازندگی در آلبوم موسیقی «تنها ماندم» به آهنگسازی «همایون خرم»، تنطیم «کامبیز روشن روان» به خوانندگی «محمد اصفهانی»[۱۱][۱۲]
- نوازنده نی آلبوم موسیقی «دوره گرد» - علی پژوهشگر
- نوازنده نی آلبوم موسیقی «رمز مستی» - امیرمحمد تفتی
- نوازنده نی آلبوم موسیقی «چتر عشق» - انوش جهانشاهی
- نوازنده نی آلبوم موسیقی «ایران زمین» - بیژن بیژنی - کامبیز روشن روان
- نوازنده نی آلبوم موسیقی «فصل عاشقی» - سالار عقیلی
- نوازنده نی آلبوم موسیقی «Iran Chant Classique» - محمد معتمدی
- نوازنده نی آلبوم موسیقی «آوای روستا» - ملیحه سعیدی - حوروش خلیلی
- نوازنده نی آلبوم موسیقی شبنم صحرایی - ملیحه سعیدی
- نوازنده نی آلبوم موسیقی سمت دور سوی آه - امیر صادقین
- نوازنده نی آلبوم موسیقی حقیقتی شبیه خیال - محمدمهدی گورنگی
- نوازنده نی آلبوم موسیقی آب نان آواز - همایون شجریان
- نوازنده نی آلبوم موسیقی بانوی ایرانی - پرواز همای
- آهنگساز٬ تنظیم‌کننده و نوازنده نی آلبوم موسیقی «ملکا» - پیام عزیزی
- نوازنده نی و تنظیم‌کننده آلبوم موسیقی «پیام عاشقان» - پیام عزیزی
- نوازنده نی آلبوم موسیقی «هلهله» - بهرنگ قدرتی
- نوازنده نی آلبوم موسیقی «ناخواسته» - کارن همایونفر
- نوازنده نی آلبوم موسیقی «بمبک» - پدرام درخشانی
- نوازنده نی آلبوم موسیقی «باهر» - کارن همایونفر
- نوازنده نی آلبوم موسیقی «خشم و هیاهو» - کارن همایونفر
- نوازنده نی آلبوم موسیقی «خلوتیان» - حمید خزایی
- نوازنده نی آلبوم موسیقی «کربلا جغرافیای یک تاریخ» - مجید انتظامی
- نوازنده نی آلبوم موسیقی «تنهایی گریه مکن» - سالار عقیلی
- نوازنده نی آلبوم موسیقی «بازیهای آوازی ۲» - سودابه سالم
- نوازنده نی آلبوم موسیقی «بازیهای آوازی ۳» - سودابه سالم
- نوازنده نی آلبوم موسیقی سودازدگان - پیام مستوری
- نوازنده نی آلبوم موسیقی «برای اولین بار» - احسان خواجه امیری
- نوازنده نی آلبوم موسیقی «مولای عشق» - علیرضا عصار - فؤاد حجازی
- نوازنده نی آلبوم موسیقی «نوای اساتید» - علیرضا افتخاری
- نوازنده نی آلبوم موسیقی «سرو روان» - علیرضا قربانی
- نوازنده نی در سریال یوسف پیامبر به کارگردانی فرج الله سلحشور
- آهنگساز و نوازنده نی آلبوم موسیقی «می گلی» -

علیرضا مرعشی